# Lymnas xarifa
Lymnas xarifa är en fjärilsart som beskrevs av William Chapman Hewitson 1852. Lymnas xarifa ingår i släktet Lymnas och familjen Riodinidae. Inga underarter finns listade i Catalogue of Life.